# Drsnost (materiál)
- Drsnost povrchu je určena stopami, které zanechává břit nástroje po obrábění.
- Výsledný stupeň drsnosti je závislý na:
  - fyzikální a mechanické vlastnosti obráběného materiálu,
  - tvaru a geometrii břitu,
  - velikosti posuvu,
  - tuhosti soustavy stroj-nástroj-obrobek,
  - řezném prostředí.

## Značení
- značka je Ra, Rz atd. podle použité metody vyhodnocení drsnosti
- drsnost se udává v mikrometrech
- stupně drsnosti jsou součástí ČSN, řada 0,012; 0,025; 0,05; 0,1; 0,2; 0,4; 0,8; 1,6; 3,2; 6,3; 12,5; 25; 50

## Tabulka možností obrábění
| Druh obrábění         | Drsnost   |
| --------------------- | --------- |
| Hoblování             | 3,2-1,6   |
| Frézování             | 3,2-0,8   |
| Ruční pilování jemné  | 1,6       |
| Vrtání                | 1,6-0,4   |
| Soustružení           | 1,6-0,2   |
| Protahování jemné     | 0,8       |
| Vystružování          | 0,8       |
| Broušení na plocho    | 0,4       |
| Broušení dokulata     | 0,4-0,025 |
| Broušení vnitřní      | 0,4-0,025 |
| Lapování              | 0,1-0,05  |
| Honování a superfiniš | 0,1-0,025 |